# إيموفي (فلم)
إيموفي (بالإنجليزية: Eyimofe) ويُعرف أيضا باسم إيموفي: هذه رغبتي (بالإنجليزية: Eyimofe: This Is My Desire)، هُو فيلم دراما نيجيري صدر سنة 2020، وقد أخرجه الأخوين التوأم آريي إيسيري وتشوكو إيسيري في أول عمل إخراجي لهما. الفيلم من بطولة الثنائي جود أكووديكي وتيمي أمي ويليامز. على موقع روتن توميتوز، حصل الفيلم على تقييم 100% «طري» بناء على 22 مراجعة.

## طاقم التمثيل
- جود أكووديكي في دور موفي.
- تيمي آيمي ويليامز في دور روزا.
- سينثيا إيبيجي في دور غرايس.
- آديتوموا إيدون في دور سيي.
- كوبي الكسندر في دور بيتر.
- Chioma Omeruah في دور ماما إيسثر.
- إيجكي أسيغبو في دور غودي.
- صادق دابا في دور جاكبور.
- إيموه إيبوه في دور الممرضة.
- شيملا أزورونوا في دور الطبيب.

## الإصدار
عُرض الفيلم في عدة مهرجان سينمائية دولية في كُل من جنوب أفريقيا وهولندا والولايات المتحدة وإيطاليا وبولندا والمملكة المتحدة وإسبانيا والبرازيل والبرتغال والإمارات العربية المتحدة وكندا والنمسا والصين واليونان ومصر وألمانيا والهند.
هذه المهرجانات من بينها:
- الدورة 71 من مهرجان برلين السينمائي الدولي، ألمانيا (24 فبراير 2020).[10][11][12]
- مهرجان فانكوفر السينمائي الدولي  [لغات أخرى]‏، كندا (26 سبتمبر 2020).[13]
- مهرجان لندن السينمائي، المملكة المتحدة (11 أكتوبر 2020).[14]
- مهرجان لشبونة السينمائي الدولي 2020، البرتغال.
- مهرجان ساوباولو السينمائي الدولي 2020، البرازيل.[15]
- مهرجان سينيسيتا السينمائي الدولي 2020، هولندا.[16]
- مهرجان بلد الوليد السينمائي الدولي  [لغات أخرى]‏ 2020، إسبانيا.
- مهرجان الشارقة الدولي.[17]
- مهرجان القاهرة السينمائي الدولي 2020، مصر.[18]
- مهرجان ثيسالونيكي السينمائي الدولي  [لغات أخرى]‏ 2020، اليونان.
- مهرجان كارلوفي فاري السينمائي الدولي 2020.[19]
- مهرجان نيو أورايزنز السينمائي الدولي 2020، بولندا.
- مهرجان تورينو السينمائي الدولي، إيطاليا (24 نوفمبر 2020)[20]
- مهرجان جزيرة هاينان السينمائي الدولي 2020، الصين.[21]
- قسم بانوراما دولية خلال الدورة الواحدة والخمسين من مهرجان الفيلم الدولي الهندي (24 يناير 2021)[22]
- مهرجان بلاكستار السينمائي  [لغات أخرى]‏ 2021.[23]

## الجوائز والترشيحات
حاز الفيلم على بعض الترشيحات في عدة مهرجانت سينمائية وحفلات توزيع جوائز، هي كالتالي:
| السنة | حفل توزيع الجوائز                  | الجائزة                      | النتيجة |
| ----- | ---------------------------------- | ---------------------------- | ------- |
| 2020  | مهرجان لشبونة السينمائي الدولي     | الجائزة الكبرى لمدينة لشبونة | رُشِّح     |
| 2020  | مهرجان تورينو السينمائي الدولي     | جائزة مدينة تورينو           | رُشِّح     |
| 2020  | مهرجان بلد الوليد السينمائي الدولي | أفضل فيلم طويل               | رُشِّح     |
| 2020  | مهرجان برلين السينمائي الدولي      | أفضل بداية إخراجية           | رُشِّح     |
| 2021  | مهرجان بلاكستار السينمائي ‏         | أفضل فيلم روائي              | فوز     |
| 2021  | جوائز الأكاديمية الأفريقية للأفلام | أفضل فيلم                    | رُشِّح     |
| 2021  | جوائز الأكاديمية الأفريقية للأفلام | أفضل مخرج                    | فوز     |
| 2021  | جوائز الأكاديمية الأفريقية للأفلام | أفضل ممثل في دور رئيسي       | رُشِّح     |
| 2021  | جوائز الأكاديمية الأفريقية للأفلام | أفضل مونتاج ‏                 | فوز     |
| 2021  | جوائز الأكاديمية الأفريقية للأفلام | أفضل فيلم نيجيري             | فوز     |
| 2021  | جوائز الأكاديمية الأفريقية للأفلام | أفضل صوت ‏                    | فوز     |
| 2021  | جوائز الأكاديمية الأفريقية للأفلام | أول عمل إخراجي لمُخرج         | فوز     |

## وصلات خارجية
- مقالات تستعمل روابط فنية بلا صلة مع ويكي بيانات